# دد کن دنس (آلبوم)
| بررسی انتقادی | بررسی انتقادی |
| منبع          | رتبه‌بندی      |
| ------------- | ------------- |
| آل‌میوزیک      | [ ۱ ]         |

دِد کَن دنس (به انگلیسی: Dead Can Dance) نخستین آلبوم گروه موسیقی استرالیایی دد کن دنس است. این آلبوم در سال ۱۹۸۴ پخش شد و دارای عناصری از پست-پانک است که در کارهای بعدی گروه کمتر دیده می‌شود.
عکس روی جلد آلبوم شامل نگارهٔ یک ماسک وابسته به آداب و رسوم مردم پاپوآ گینه نو است.

## فهرست آهنگ‌ها
| عنوان               | زمان |
| ------------------- | ---- |
| «The Fatal Impact»  | ۳:۲۱ |
| «The Trial»         | ۳:۴۲ |
| «Frontier»          | ۳:۱۳ |
| «Fortune»           | ۳:۴۷ |
| «Ocean»             | ۳:۲۱ |
| «East of Eden»      | ۳:۲۳ |
| «Threshold»         | ۳:۳۴ |
| «A Passage in Time» | ۴:۰۳ |
| «Wild in the Woods» | ۳:۴۶ |
| «Musica Eternal»    | ۳:۵۱ |